# Кокошко Роман Володимирович
Роман Володимирович Кокошко (16 серпня 1996) — український легкоатлет, що спеціалізується у штовханні ядра, чемпіон України, рекордсмен України.
На національних змаганнях представляє Одеську область.
У травні 2025 року Кокошко отримав дискваліфікацію на 22 місяці за недотримання антидопінгових вимог з боку Athletics Integrity Unit (AIU), що займається контролем за дотриманням допінгових правил у легкій атлетиці.

## Виступи на основних міжнародних змаганнях
| Рік  | Чемпіонат                     | Місце проведення     | Місце    | Результат |
| ---- | ----------------------------- | -------------------- | -------- | --------- |
| 2017 | Кубок Європи з метань         | Лас-Пальмас, Іспанія | 7        | 17.08 м   |
| 2017 | Чемпіонат Європи серед молоді | Бидгощ, Польща       | 18 (кв.) | 17.35 м   |
| 2018 | Кубок Європи з метань         | Лейрія, Португалія   | 6        | 18.00 м   |
| 2019 | Універсіада                   | Неаполь, Італія      | 17 (кв.) | 17.49 м   |
| 2022 | Кубок Європи з метань         | Лейрія, Португалія   | 4        | 20.49 м   |
| 2022 | Чемпіонат світу               | Юджин, США           | 15 (кв.) | 20.02 м   |
| 2022 | Чемпіонат Європи              | Мюнхен, Німеччина    | 13 (кв.) | 19.86 м   |
| 2023 | Чемпіонат Європи в приміщенні | Стамбул, Туреччина   | 3        | 21.84 м   |
| 2023 | Кубок Європи з метань         | Лейрія, Португалія   | 1        | 21.52 м   |
| 2023 | Чемпіонат світу               | Будапешт, Угорщина   | 29 (кв.) | 19.17 м   |
| 2024 | Чемпіонат Європи              | Рим, Італія          | 16 (кв.) | 19.41 м   |
| 2024 | Олімпійські ігри              | Париж, Франція       | 22 (кв.) | 19.36 м   |